# Bernard Debord
Pour les articles homonymes, voir Debord.
Bernard Debord est un réalisateur, scénariste de télévision, écrivain, enseignant et sinologue français, né le 15 septembre 1948 à Rosny-sous-Bois.

## Biographie
De 1973 à 1975, il a été professeur de langue, d'histoire et de civilisation françaises à l'université de Pékin alors que Mao Zedong est au pouvoir. 
La confrontation de ses rêves soixante-huitards à la réalité de la Chine de Mao le conduira à devenir militant d'Amnesty International où il fut rédacteur en chef.
Un livre et un documentaire sur le massacre de Tian Anmen le mène, en 1989, à devenir écrivain et réalisateur.
En 2007, lors de ses recherches pour son documentaire Tibet, le mensonge chinois ?, il demande les vidéo d'archives chinoises à la BBC qui les commercialise en Europe. On lui demanda, en relation selon lui à des pressions économiques, de s'engager par écrit à ce que son film ne porte pas atteinte à l'image du gouvernement chinois, ce qu'il refusa. Son intention était de dresser l'état du Tibet de nos jours. Puis, après les troubles au Tibet en mars 2008, il s'aperçoit que la propagande chinoise atteint la communauté internationale, notamment à travers des déclarations d'hommes politiques comme Jean-Luc Mélenchon, et il décide de réorienter ce documentaire sur cette propagande.
Lors de la projection du film au sénat en mars 2009, en présence des sénateurs Louis de Froissard de Broissia et Jean-Francois Humbert, président du groupe d'information internationale sur le Tibet, du représentant du Bureau du Tibet Tashi Wangdi, et de l'écrivain Sofia Stril-Rever, il déclara avoir été inspiré par le film tibéto-canadien Ce qu'il reste de nous, et qu'il continuerait de lutter pour le Tibet.
Il est aussi membre fondateur de la société ZKO, réunissant des concepteurs et réalisateurs œuvrant à l'écriture et au développement.

## Filmographie

### Comme réalisateur et scénariste
- 1990 : Retour place Tian Anmen (TV - FR3)
- 1991 : Amnesty, les raisons de l'ingérence (TV - FR3)
- 1992 : Nuits de Chine (TV - TF1)
- 1996 : Les Folles d'Istanbul (TV - Arte)
- 1997 : La Déchirure congolaise (TV- Arte)
- 1998 : Les Derniers prisonniers de Suharto (TV - Arte)
- 1999 : Les Aventures scandaleuses de Mimi Papandréou (TV -Arte)
- 2001 : Kosovo, l'année d'après (TV)
- 2002 : Maîtres et esclaves (TV - Arte)
- 2003 : La Solitude de la coépouse (TV - France 5)
- 2004 : L'Urgence... et après (TV - Arte)
- 2004 : Le Devoir de juger (TV - Arte)
- 2005 : Cyberflics contre cyberpédophiles (TV - France 3)
- 2006 : Les Années Mao (TV - France 5)
- 2006 : Le Soleil et la Mort, Tchernobyl et après... (TV - France 5)
- 2008 : Tibet, le mensonge chinois ? (TV - France 3)[4]
- 2012 : Menace sur les droits de l'homme (TV - France 5)

## Distinctions

### Récompenses
- Fipa d'Or 1997 du Grand reportage pour Les Folles d'Istanbul
- Mention spéciale au Festival "Vues d'Afrique" de Montréal pour La Déchirure congolaise
- Golden Gate Award 2003 de meilleur documentaire long métrage, à San Francisco, pour Maîtres et esclaves
- Prix du documentaire au Festival du scoop et du journalisme d'Angers 2002, pour Maîtres et esclaves
- Prix du Regard social au Festival de Vic-le-Comte 2002, pour Maîtres et esclaves
- Grand Prix du documentaire au Festival de Sibiu (Roumanie), pour Maîtres et esclaves
- Mention spéciale du jury au Festival de Clermont-Ferrand 2006, pour Le soleil et la mort
- Prix du meilleur film politique et social au Big muddy film festival aux États-Unis pour Le soleil et la mort (2007).

### Nominations
- Prix du meilleur film politique et social au Big muddy film festival aux États-Unis

## Publications
- Chine : la démocratie ou le chaos ? avec Zhixiong Wang, Bleu de Chine, 1997,  (ISBN 2910884112 et 9782910884116)
- Wei Jingsheng, un chinois inflexible, avec Marie Holzman, Bleu de Chine, 2005,  (ISBN 2849310018)